# Karl-Erik Alberts
Karl-Erik Ingemar Alberts, ursprungligen Karl Erik Ingemar Alberts, född 27 december 1910 i 
Örgryte, död 2 december 1989 i Stockholm, var en svensk filmfotograf och regissör av kortfilmer. 
Alberts studerade först vid ett handelsgymnasium och fortsatte därefter vid högskolan, men ändrade yrkesval och blev fotograf. Han arbetade för Svensk Filmindustri, Europafilm, Centrumateljéerna, Svensk Talfilm, Kinocentralen och Irefilm. 

## Regi
- 1952 - Oisa Voisa, Boys
- 1938 - Frisksport

## Filmfoto i urval
- 1968 – Farbror Blås nya båt
- 1966 – Åsa-Nisse i raketform
- 1965 – Åsa-Nisse slår till
- 1964 – Tre dar på luffen
- 1959 – Sängkammartjuven
- 1956 – Ett dockhem
- 1955 – Giftas
- 1955 – Blå himmel
- 1951 – Leva på "Hoppet"
- 1950 – Pimpernel Svensson
- 1949 – Sven Tusan
- 1948 – Janne Vängmans bravader
- 1948 – Loffe på luffen
- 1947 – Två kvinnor
- 1947 – Bruden kom genom taket
- 1946 – Eviga länkar
- 1946 – Onsdagsväninnan
- 1945 – Den allvarsamma leken
- 1945 – En förtjusande fröken
- 1945 – Svarta rosor
- 1945 – Maria på Kvarngården
- 1944 – ...och alla dessa kvinnor
- 1944 – Sabotage
- 1944 – Skogen är vår arvedel
- 1944 – Räkna de lyckliga stunderna blott
- 1944 – Appassionata
- 1943 – Brödernas kvinna
- 1943 – Professor Poppes prilliga prillerier
- 1942 – Doktor Glas
- 1942 – Lyckan kommer
- 1942 – Morgondagens melodi
- 1941 – Nygifta
- 1940 – Åh, en så'n advokat
- 1939 – Melodin från Gamla stan
- 1938 – Frisksport (kortfilm)
- 1935 – Äktenskapsleken